# Acrocercops hedymopa
Acrocercops hedymopa is een vlinder uit de familie mineermotten (Gracillariidae). De wetenschappelijke naam van deze soort is voor het eerst geldig gepubliceerd in 1913 door Turner.
De soort komt voor in tropisch Afrika.